# Padre de la Grandeza

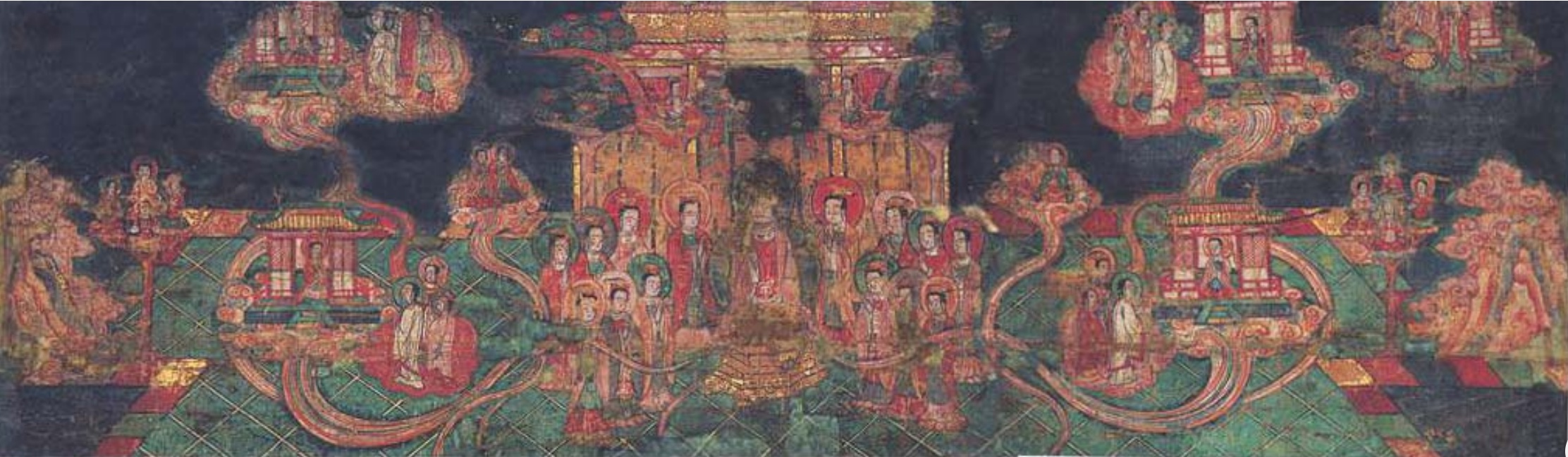
Padre de la Grandeza sentado en un pedestal en el centro del reino de la luz. Sección superior del en, colores y oro sobre seda, dinastía mongola (–).

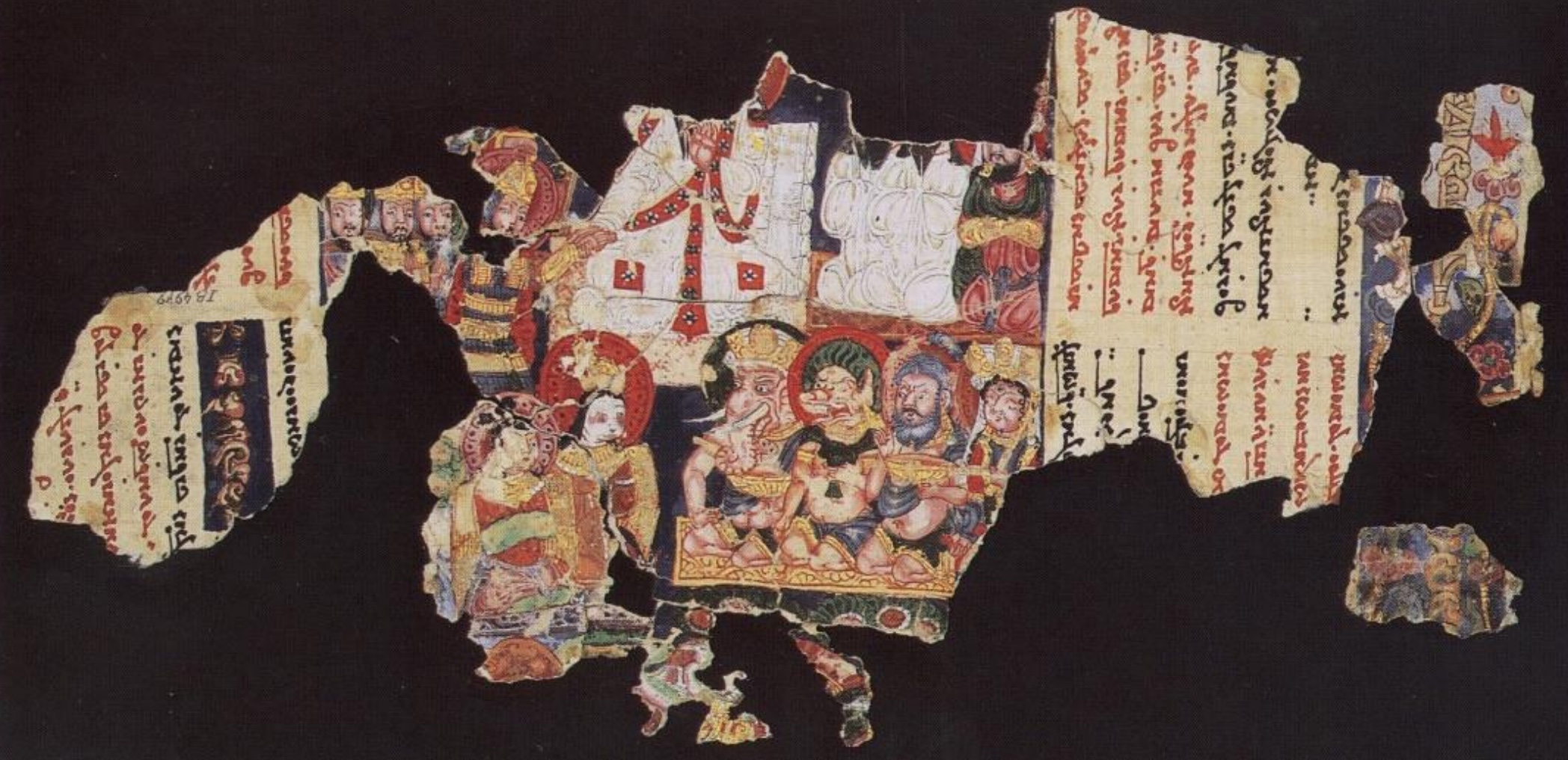
Bajo la influencia de Asia Central, el «padre cuádruple de la grandeza» fue dividido en las deidades hinduistas (de izquierda a derecha): Ganesha, Vishnu, Brahma y Shiva. Hoja de un manuscrito ilustrado maniqueo MIK III 4979, descubierta en Karakhoja, –.

El Padre de la Grandeza (romanización del siríaco-arameo: Abba d’Rabbuta; también conocido como Zurwān) es la eterna manifestación divina del bien en el maniqueísmo, y una deidad cuádruple, que abarca la divinidad, la luz, el poder y la bondad. Su trono está rodeado por al menos 156 entidades pacíficas: 12 eones, eones de eones y ángeles. El profeta Mani, fundador del maniqueísmo, también usó el nombre Zurvan para identificar al Dios supremo.
Cuando el Príncipe de las Tinieblas asaltó el reino de la luz, el Padre de la Grandeza invocó entidades de luz para protegerse de los invasores. Estas entidades se mezclaron con los demonios y dieron existencia a los seres terrenales, por lo que los humanos portan partículas de luz consustanciales del Padre de la Grandeza, pero las desconocen, hasta que despiertan de su sueño recordando su origen divino. El Padre de la Grandeza responde creando una serie de entidades para preparar un rescate para las partículas de luz.

## Teodicea
El maniqueísmo rechaza todo lo asociado con el mal del Padre de la Grandeza. Ni puede causar sufrimiento ni puede encargar. Simplemente puede defender.: 233  Por tanto, el poder del Padre de la Grandeza está limitado por su propia naturaleza. Aunque no es todopoderoso, al final de los tiempos habrá reunido todas las partículas de luz y el mal será desterrado a su propio reino para nunca volver a mezclarse. Por lo tanto, el maniqueísmo también rechaza la descripción de Dios en el Antiguo Testamento, quien promete la victoria sobre los enemigos (Lev: 26:3-10). En consecuencia, el problema del mal puede resolverse directamente ya que Dios está limitado en su poder contra las fuerzas más allá del mundo de la luz y por su propia naturaleza.